# Llista d'abreviatures dels estats dels Estats Units
Aquesta llista d'abreviatures dels estats dels Estats Units pretén ser una eina per entendre i emprar les abreviatures usades als Estats Units avui i en el passat. Inclou les abreviatures oficials usades pel Servei de Correus del país, de dues lletres, i les abreviatures usades abans del 1987, any quan el Secretari de Comerç dels EUA va aprovar l'ús dels codis de dues lletres per a documents oficials. A la columna "altres", s'inclouen altres abreviatures que s'han usat abans de l'arribada de la norma de les dues lletres, i abreviatures usades per la Guàrdia Costera dels EUA. A l'última columna hi ha el número assignat pel Federal Information Processing Standard (Norma Federal de Processament d'Informació), que és bàsicament per ordre alfabètic d'estat en anglès.

## Llista
| Estat                                                         | Abreviatures USPS | Antigues abreviatures GPO | Altres (informals o d'ús del USCG)  | Codi FIPS |
| ------------------------------------------------------------- | ----------------- | ------------------------- | ----------------------------------- | --------- |
| Alabama                                                       | AL                | Ala.                      |                                     | 01        |
| Alaska                                                        | AK                | Alaska                    | Alas.                               | 02        |
| Arizona                                                       | AZ                | Ariz.                     |                                     | 04        |
| Arkansas                                                      | AR                | Ark.                      |                                     | 05        |
| Califòrnia (California)                                       | CA                | Calif.                    | Ca. o Cal., CFUSCG                  | 06        |
| Carolina del Nord (North Carolina)                            | NC                | N.C.                      | N. Car.                             | 37        |
| Carolina del Sud (South Carolina)                             | SC                | S.C.                      | S. Car.                             | 45        |
| Colorado                                                      | CO                | Colo.                     | Col., CFUSCG                        | 08        |
| Connecticut                                                   | CT                | Conn.                     | Ct.                                 | 09        |
| Dakota del Nord (North Dakota)                                | ND                | N. Dak.                   | N.D.                                | 38        |
| Dakota del Sud (South Dakota)                                 | SD                | S. Dak.                   | S.D. o Sodak                        | 46        |
| Delaware                                                      | DE                | Del.                      | De., DLUSCG                         | 10        |
| Districte de Colúmbia (District of Columbia) (Washington, DC) | DC                | D.C.                      | DC o Wash., D.C. (Federal district) | 11        |
| Florida                                                       | FL                | Fla.                      | Fl. o Flor.                         | 12        |
| Geòrgia (Georgia)                                             | GA                | Ga.                       |                                     | 13        |
| Hawaii                                                        | HI                | Hawaii                    | H.I., HAUSCG                        | 15        |
| Idaho                                                         | ID                | Idaho                     | Id. o Ida.                          | 16        |
| Illinois                                                      | IL                | Ill.                      | Il. o Ills.                         | 17        |
| Indiana                                                       | IN                | Ind.                      | In.                                 | 18        |
| Iowa                                                          | IA                | Iowa                      | Ia.                                 | 19        |
| Kansas                                                        | KS                | Kans.                     | Ks. o Ka., KAUSCG                   | 20        |
| Kentucky                                                      | KY                | Ky.                       | Ken. o Kent.                        | 21        |
| Louisiana                                                     | LA                | La.                       |                                     | 22        |
| Maine                                                         | ME                | Maine                     | Me.                                 | 23        |
| Maryland                                                      | MD                | Md.                       |                                     | 24        |
| Massachusetts                                                 | MA                | Mass.                     | MSUSCG                              | 25        |
| Michigan                                                      | MI                | Mich.                     | MCUSCG                              | 26        |
| Minnesota                                                     | MN                | Minn.                     | Mn.                                 | 27        |
| Mississipi (Mississippi)                                      | MS                | Miss.                     | MIUSCG                              | 28        |
| Missouri                                                      | MO                | Mo.                       |                                     | 29        |
| Montana                                                       | MT                | Mont.                     |                                     | 30        |
| Nebraska                                                      | NE                | Nebr.                     | Neb. o NBUSCG                       | 31        |
| Nevada                                                        | NV                | Nev.                      | Nv.                                 | 32        |
| Nou Hampshire (New Hampshire)                                 | NH                | N.H.                      |                                     | 33        |
| Nova Jersey (New Jersey)                                      | NJ                | N.J.                      |                                     | 34        |
| Nou Mèxic (New Mexico)                                        | NM                | N. Mex.                   | N.M. o New M.                       | 35        |
| Nova York (New York)                                          | NY                | N.Y.                      | N. York                             | 36        |
| Ohio                                                          | OH                | Ohio                      | O. o Oh.                            | 39        |
| Oklahoma                                                      | OK                | Okla.                     | Ok.                                 | 40        |
| Oregon                                                        | OR                | Oreg.                     | Ore. o Or.                          | 41        |
| Pennsilvània (Pennsylvania)                                   | PA                | Pa.                       | Penn. or Penna.                     | 42        |
| Rhode Island                                                  | RI                | R.I.                      | R.I. i P.P.                         | 44        |
| Tennessee                                                     | TN                | Tenn.                     | Tn.                                 | 47        |
| Texas                                                         | TX                | Tex.                      | Tx.                                 | 48        |
| Utah                                                          | UT                | Utah                      | Ut.                                 | 49        |
| Vermont                                                       | VT                | Vt.                       |                                     | 50        |
| Virgínia (Virginia)                                           | VA                | Va.                       | Virg.                               | 51        |
| Virgínia de l'Oest (West Virginia)                            | WV                | W. Va.                    | W.V. or W. Virg.                    | 54        |
| Washington                                                    | WA                | Wash.                     | Wa. or Wn., WNUSCG                  | 53        |
| Wisconsin                                                     | WI                | Wis.                      | Wi. or Wisc., WSUSCG                | 55        |
| Wyoming                                                       | WY                | Wyo.                      | Wy.                                 | 56        |

## Mapa d'abreviatures postals
Mapa interactiu dels estats amb les seves abreviatures. Quan passegeu el ratolí per sobre de l'estat, el nom de l'estat o districte apareixerà en anglès, mentre que l'enllaç us portarà a l'article viqui en català.